# Bildstock (Winterleithen, Winterleithen 6)

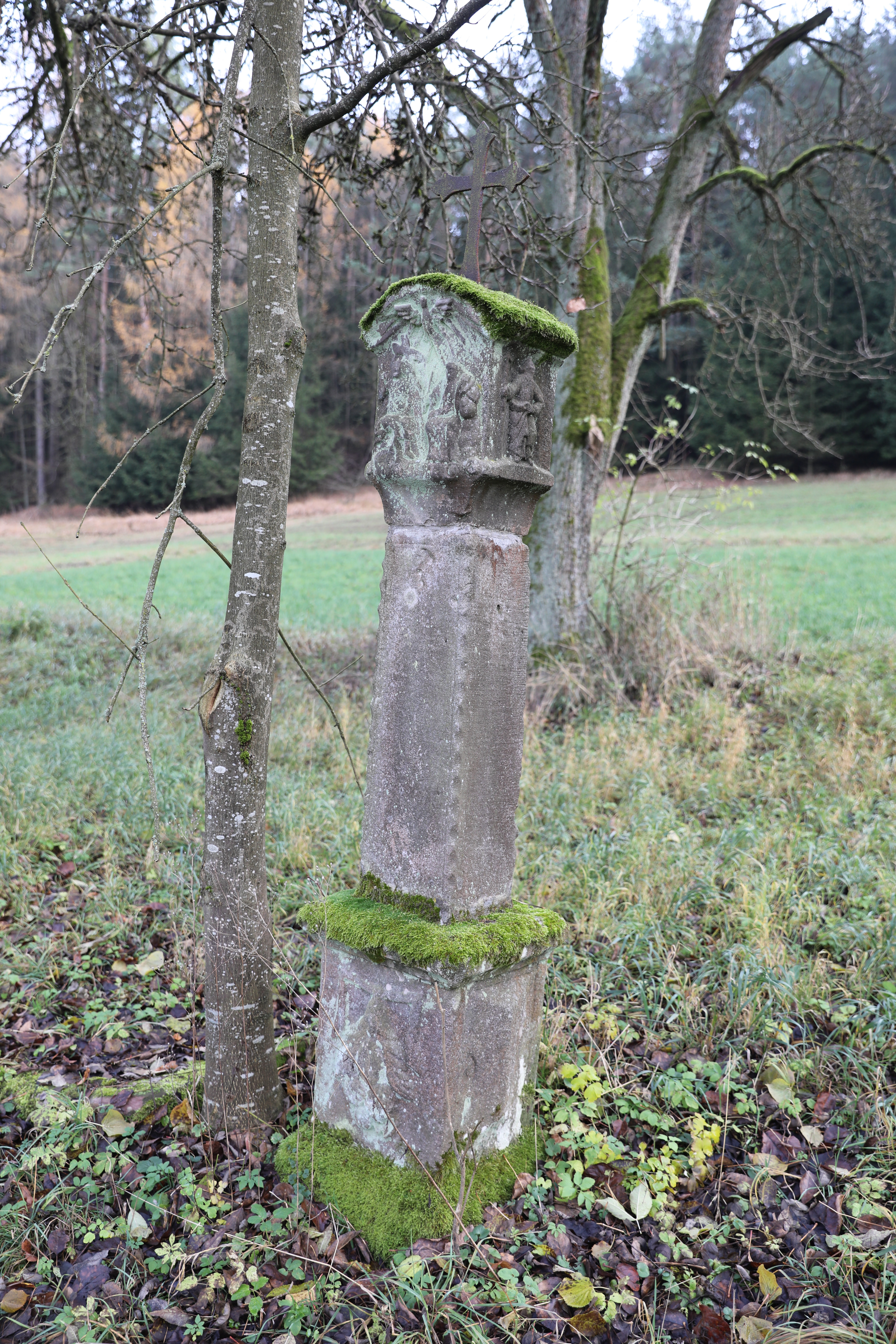
Bildstock bei dem Anwesen Winterleithen 6

Der Bildstock bei dem Anwesen Winterleithen 6 ist ein als Baudenkmal geschütztes Kleindenkmal in Winterleithen, einem zur Gemeinde Wilhelmsthal im oberfränkischen Landkreis Kronach gehörenden Weiler.

## Beschreibung
Der aus Sandstein gefertigte Bildstock steht rund 150 Meter östlich des Anwesens Winterleithen 6 und wurde im 18. Jahrhundert errichtet. Die nach Nordwesten weisende Stirnseite des mit einem Gesims endenden, vierseitigen Sockels ist mit einem Fruchtgehänge verziert, die anderen Seiten tragen Diamanten. Der Pfeilerschaft ist an der Stirnseite gefeldert und mit einer nicht mehr zu identifizierenden Inschrift versehen, über der sich ein Tatzenkreuz befindet. Der Aufsatz beginnt mit angedeuteten Voluten und schließt mit einem eingezogenen Rundbogen; als Bekrönung trägt er ein Eisenkreuz. Das Relief an der Stirnseite zeigt die Trinität, an den beiden Schmalseiten sind ein Vesperbild und der heilige Thomas dargestellt; die Rückseite des Aufsatzes ist leer. Das Tatzenkreuz am Schaft weist auf den Anlass für die Errichtung des Flurdenkmals hin: Es erinnert an einen Soldaten, der für den Stifter, einen wohlhabenden Ziegeleibesitzer, den Wehrdienst ableistete und im Felde starb. Dieses Kaufen eines Stellvertreters für den Militärdienst war zur damaligen Zeit legale und gängige Praxis.